# Cochranella xanthocheridia
Cochranella xanthocheridia är en groddjursart som beskrevs av Pedro M. Ruiz-Carranza och Lynch 1995. Cochranella xanthocheridia ingår i släktet Cochranella och familjen glasgrodor. IUCN kategoriserar arten globalt som sårbar. Inga underarter finns listade i Catalogue of Life.